# Teatre Reduta
El Teatre Reduta (en txec Divadlo Reduta) és un teatre situat a Brno, Moràvia, la República Txeca. Va ser construït a la plaça més antiga de la ciutat, Zelný trh (Mercat de les cols) i va començar la seva vida en època renaixentista com el Teatre Taverna. El 1767, Wolfgang Amadeus Mozart hi va actuar amb la seva germana en un concert. Actualment forma part del Teatre Nacional de Brno i és el teatre més antic de l'Europa Central.

## Altres noms
- Königlichstädtisches National Theater - 1786
- Spielhaus, Comedienhaus, Opernhaus, Kleines Theater (Teatre Petit) - 1909
- Velká taverna, Kleines Schauspielhaus - 1918[2]

## Història
A principis del segle xvii, l'ajuntament de Brno va comprar i remodelar un complex de cases medievals situat a Zelný trh. Una de les cases del bloc, la casa Liechtenstein, va ser redissenyada com a taverna el 1605. La taverna es va ampliar amb sales de reunions per celebrar cerimònies i recepcions, i el 1634, es va integrar una altra casa a l'edifici principal. La nova sala va servir de lloc per a representacions puntuals de companyies teatrals itinerants. A la dècada de 1730, l'edifici es va remodelar de nou amb la incorporació d'un nou teatre i una sala de ball. Conegut al segle xviii com el Teatre Taverna (o Theatre in der Taffern per als habitants de parla alemanya de la ciutat), va servir de lloc per a representacions teatrals presentades principalment en alemany i italià.

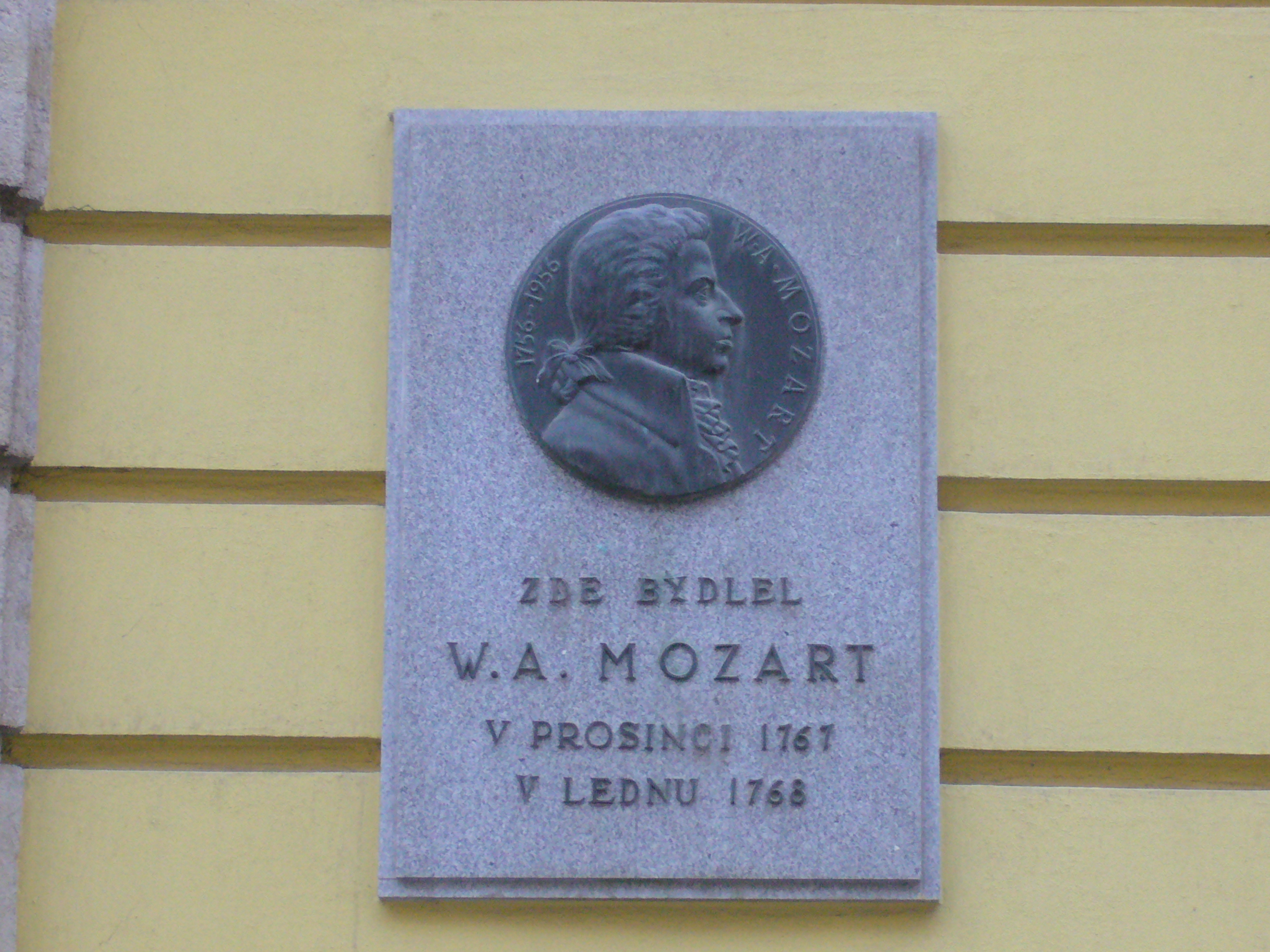
Placa al palau Schrattenbach al carrer Kobližná, Brno, que commemora la visita de Mozart a la ciutat

L'octubre de 1767, una epidèmia de verola va obligar Leopold Mozart i els seus fills Wolfgang i Nannerl a escapar de Viena i acceptar un refugi que va oferir el germà del seu patró, l'arquebisbe de Salzburg, Sigismund von Schrattenbach. El 25 d'octubre, el comte František Antonín Schrattenbach es va reunir amb la família Mozart de Brno. De seguida va començar a planificar una actuació per a Wolfgang i Nannerl. Tanmateix, Leopold Mozart va decidir continuar viatjant, i la família va passar a Olomouc. Malauradament, l'epidèmia va afectar el jove Wolfgang i van haver de romandre a Olomouc fins a la seva recuperació. El 24 de desembre, van tornar a Brno i hi van passar el Nadal. El 30 de desembre de 1767, els nens prodigis van actuar al teatre Taverna. Segons una entrada del diari d'Aurelius Augustin, precepte del monestir de Šternberk: 
 "... un nen de Salzburg d'onze anys i la seva germana de quinze anys, acompanyats en diversos instruments d'habitants de Brno, van excitar la imaginació de tothom, però ell [el jove Wolfgang] no va poder suportar les trompetes, perquè eren incapaços de tocar en sintonia junt als altres." 
 D'altra banda, el vice-capellmeister Leopold Mozart es va mostrar plenament satisfet amb l'actuació de l'orquestra. El 9 de gener de 1768, la família va tornar a Viena.
Després d'una sèrie d'incendis entre el 1785 i el 1786, l'ajuntament va decidir reconstruir el teatre amb l'estil arquitectònic neoclàssic, amb una nova sala principal de dues plantes. El teatre reconstruït, ara anomenat Teatre Reduta, presentava principalment obres teatrals alemanyes, amb rares actuacions en txec. El darrer incendi devastador del 1870 va fer que el teatre tornés a tancar-se, i després es va fer servir l'edifici com a saló del mercat municipal. El 1918, arran de la creació del nou estat txecoslovac, es van restaurar les activitats del teatre. A la dècada de 1950, l'edifici va ser redissenyat segons els plànols dels arquitectes Bohuslav i Kamil Fuchs. Fins als anys noranta, el teatre va servir com a escenari per a operetes txeques.
L'última reconstrucció es va acabar el 2005. El projecte va rebre el primer premi en un concurs celebrat per la Cambra d'Arquitectes txeca. A partir del 2010, el teatre forma part del Teatre Nacional de Brno. Reduta no té un conjunt permanent. El teatre convida regularment a diversos artistes i conjunts de Moravia, Bohèmia i Eslovàquia per a les representacions.